# Молодіжна збірна Південної Кореї з хокею із шайбою
Молодіжна збірна Південної Кореї з хокею із шайбою — хокейна команда, складена з гравців віком не більше 20 років, яка представляє Південну Корею на міжнародних матчах і турнірах. Виступає у другому дивізіоні чемпіонату світу.

## Результати на чемпіонатах світу
- 1990 рік – Закінчили на 5-му місці (Група «С»)
- 1991 рік – Закінчили на 5-му місці (Група «С»)
- 1992 рік – Закінчили на 6-му місці (Група «С»)
- 1993 рік – Закінчили на 8-му місці (Група «С»)
- 2003 рік – Закінчили на 1-му місці (Дивізіон III)
- 2004 рік – Закінчили на 2-му місці (Дивізіон II Група «В»)
- 2005 рік – Закінчили на 2-му місці (Дивізіон ІΙ Група «В»)
- 2006 рік – Закінчили на 3-му місці (Дивізіон II Група «В»)
- 2007 рік – Закінчили на 4-му місці (Дивізіон ІΙ Група «А»)
- 2008 рік – Закінчили на 3-му місці (Дивізіон ІΙ Група «А»)
- 2009 рік – Закінчили на 3-му місці (Дивізіон ІΙ Група «А»)
- 2010 рік – Закінчили на 4-му місці (Дивізіон II Група «А»)
- 2011 рік – Закінчили на 3-му місці (Дивізіон II Група «В»)
- 2012 рік – Закінчили на 6-му місці (Дивізіон II Група «А»)
- 2013 рік – Закінчили на 2-му місці (Дивізіон ІΙ Група «В»)
- 2014 рік – Закінчили на 1-му місці (Дивізіон II Група «В»)
- 2015 рік – Закінчили на 3-му місці (Дивізіон II Група «А»)
- 2016 рік – Закінчили на 6-му місці (Дивізіон II Група «А»)
- 2017 рік – Закінчили на 1-му місці (Дивізіон II Група «В»)
- 2018 рік – Закінчили на 2-му місці (Дивізіон II Група «А»)
- 2019 рік – Закінчили на 6-му місці (Дивізіон II Група «А»)
- 2020 рік – Закінчили на 1-му місці (Дивізіон II Група «В»)
- 2021 рік – Турніри дивізіонів I, II та III скасовано через пандемію COVID 19.
- 2022 рік – Закінчили на 2-му місці (Дивізіон II Група «А»)
- 2023 рік – Закінчили на 6-му місці (Дивізіон І Група «В»)
- 2024 рік – Закінчили на 1-му місці (Дивізіон II Група «А»)
- 2025 рік – Закінчили на 6-му місці (Дивізіон І Група «В»)